# Сосневское сельское поселение
Сосневское се́льское поселе́ние — муниципальное образование в составе Заволжского района Ивановской области. Административный центр — село Долматовский.

## История
Сосневское сельское поселение образовано 18 июня 2009 года на основании Закона Ивановской области № 62-ОЗ в результате объединения Долматовского и Жажлевского сельских поселений.

## Население
| 2002 | 2010  | 2011  | 2012  | 2013  | 2014  | 2015 |
| ---- | ----- | ----- | ----- | ----- | ----- | ---- |
| 1511 | ↘1101 | ↘1094 | ↘1058 | ↘1035 | ↘1004 | ↘950 |
| 2016 | 2017  | 2018  | 2019  | 2020  | 2021  |      |
| ↘898 | ↘856  | ↘839  | ↘827  | ↘812  | ↘663  |      |

## Состав сельского поселения
| №  | Населённый пункт | Тип населённого пункта       | Население |
| -- | ---------------- | ---------------------------- | --------- |
| 1  | Андрониха        | деревня                      | 1         |
| 2  | Берёзовка        | деревня                      | 2         |
| 3  | Воробьецово      | деревня                      | 25        |
| 4  | Гусиха           | деревня                      | 0         |
| 5  | Долматовский     | село, административный центр | ↘369      |
| 6  | Дорки            | деревня                      | 0         |
| 7  | Жажлево          | село                         | ↘663      |
| 8  | Зуево            | деревня                      | 4         |
| 9  | Морозиха         | деревня                      | 0         |
| 10 | Николо-Мера      | село                         | ↘6        |
| 11 | Облечиха         | деревня                      | 1         |
| 12 | Овсяницы         | деревня                      | 13        |
| 13 | Октябрьский      | село                         | 2         |
| 14 | Полюдово         | деревня                      | 0         |
| 15 | Студенец         | деревня                      | 1         |
| 16 | Хохлома          | деревня                      | 9         |
| 17 | Шелаги           | деревня                      | 1         |
| 18 | Шеломово         | деревня                      | ↘4        |